# Аньцю
Аньцю (кит. спр. 安丘市, піньїнь: Ānqiū Shì) — місто-повіт в центральнокитайській провінції Шаньдун, складова міста Вейфан.

## Географія
Аньцю розташовується у верхів'ях річки Веньхе.

### Клімат
Місто знаходиться у зоні, котра характеризується вологим субтропічним кліматом. Найтепліший місяць — липень із середньою температурою 25.8 °C (78.4 °F). Найхолодніший місяць — січень, із середньою температурою -2.2 °С (28 °F).
| Клімат Аньцю            | Клімат Аньцю | Клімат Аньцю | Клімат Аньцю | Клімат Аньцю | Клімат Аньцю | Клімат Аньцю | Клімат Аньцю | Клімат Аньцю | Клімат Аньцю | Клімат Аньцю | Клімат Аньцю | Клімат Аньцю | Клімат Аньцю |
| Показник                | Січ.         | Лют.         | Бер.         | Квіт.        | Трав.        | Черв.        | Лип.         | Серп.        | Вер.         | Жовт.        | Лист.        | Груд.        | Рік          |
| Середня температура, °C | −2,2         | −0,2         | 5,7          | 12,7         | 18,7         | 23,2         | 25,8         | 25,6         | 20,7         | 15           | 7,3          | 0,4          | 12,7         |
| Норма опадів, мм        | 8.4          | 11.9         | 18.4         | 34.8         | 43.7         | 89.4         | 201.7        | 139.2        | 67.8         | 36           | 22.9         | 10.6         | 684.8        |
| Днів з опадами          | 3,9          | 4,5          | 4,8          | 7,5          | 6,7          | 9,9          | 15,7         | 12,8         | 10,1         | 8,3          | 7,1          | 4,8          | 96,1         |
| Вологість повітря, %    | 60.1         | 60.5         | 58.5         | 59.3         | 61.4         | 69.4         | 81.9         | 79.9         | 70           | 65.3         | 63.2         | 60.7         | 65.9         |
| ----------------------- | ------------ | ------------ | ------------ | ------------ | ------------ | ------------ | ------------ | ------------ | ------------ | ------------ | ------------ | ------------ | ------------ |
| Джерело: Weatherbase    |              |              |              |              |              |              |              |              |              |              |              |              |              |